# Weterynaria sądowa
Weterynaria sądowa – jedna z nauk weterynaryjnych zajmująca się ustalaniem przyczyn zgonu zwierząt, gdy wymaga tego sytuacja, np. podejrzenie otrucia.
Podstawową metodą ustalenia śmierci zwierzęcia jest sekcja zwłok wykonywana przez lekarza weterynarii posiadającego kwalifikacje do wykonania tego badania.
Samodzielny lekarz weterynarii, czy też częściej uprawniona do tego celu jednostka naukowo-badawcza, jak np. Wydział Medycyny Weterynaryjnej, czy też Państwowy Instytut Weterynaryjny otrzymują w takim przypadku zlecenie z policji, prokuratury bądź z sądu, w przypadku gdy zachodzi prawdopodobieństwo dokonania przestępstwa, z którym bezpośrednio łączy się śmierć danego zwierzęcia.
W tym przypadku zadaniem patologa jest wykrycie zmian patologicznych, czy też nieodpowiedniego stężenia toksyn w badanych zwłokach, które mogły być przyczyną zgonu.
Jest to tylko jeden z wielu przykładów, w których interweniuje patolog weterynaryjny specjalizujący się w weterynarii sądowej.